# Khandi Alexander
Harriet Rene Alexander (Jacksonville, 4 de setembro de 1957), mais conhecida por seu nome artístico Khandi Alexander, é uma atriz e coreógrafa norte-americana. Ela começou sua carreira como dançarina nos anos 80 e foi coreógrafa das turnês mundiais de Whitney Houston de 1988 a 1992.
Durante os anos 90, Khandi apareceu em vários filmes, incluindo CB4 (1993), What's Love Got to Do with It (1993), Sugar Hill (1994) e There's Something About Mary (1998). De 1995 a 1998, ela retratou Catherine Duke na série de comédia NewsRadio. Khandi também teve um papel recorrente importante no drama médico ER (1995–2001), como Jackie Robbins, irmã de Dr. Peter Benton. Alexander também recebeu elogios da crítica por seu desempenho como protagonista na minissérie da HBO, The Corner (2000).
De 2002 a 2009, Khandi estrelou como Alexx Woods na série de procedimentos criminais da CBS, CSI: Miami. Ela também protagonizou o drama Treme, no papel de LaDonna Batiste-Williams. Mais tarde, em 2013, juntou-se ao elenco do suspense Scandal da ABC como Maya Lewis, mãe de Olivia Pope, pela qual recebeu uma indicação ao Primetime Emmy Award em 2015. Alexander também recebeu uma indicação ao Prêmios Critics' Choice Television por interpretar a irmã de Bessie Smith no filme Bessie (2015).

## Filmografia

### Filmes
| Ano  | Título                        | Personagem               | Nota(s)        |
| ---- | ----------------------------- | ------------------------ | -------------- |
| 1985 | Streetwalkin'                 | Star                     |                |
| 1985 | A Chorus Line                 | Dançarina                |                |
| 1987 | Maid to Order                 | Prostituta na cadeia     |                |
| 1993 | CB4                           | Sissy                    |                |
| 1993 | Joshua Tree                   | Maralena Turner          |                |
| 1993 | Menace II Society             | Karen Lawson             |                |
| 1993 | What's Love Got to Do with It | Darlene                  |                |
| 1993 | Poetic Justice                | Simone                   |                |
| 1994 | Sugar Hill                    | Ella Skuggs              |                |
| 1994 | House Party 3                 | Janelle                  |                |
| 1994 | Greedy                        | Laura Densmore, P.I.     |                |
| 1996 | No Easy Way                   | Diana Campbell           |                |
| 1998 | There's Something About Mary  | Joanie                   |                |
| 1999 | Thick as Thieves              | Janet                    |                |
| 1999 | Spawn 3: Ultimate Battle      | Lakesha / Nurse          | Dublagem       |
| 2002 | Fool Proof                    | Icarus                   |                |
| 2002 | Emmett's Mark                 | Det. Middlestat          |                |
| 2002 | Dark Blue                     | Janelle Holland          |                |
| 2004 | Perfect Strangers             | Christie Kaplan          |                |
| 2006 | Rain                          | Latishia Arnold          |                |
| 2007 | First Born                    | Dierdre                  |                |
| 2013 | The-N-word                    | Ms. Greene               | Curta-metragem |
| 2014 | The Assault                   | Detetive Jodi Miller     |                |
| 2016 | A Woman, a Part               | Leslie                   |                |
| 2016 | Pushing Dead                  | Dot                      |                |
| 2016 | Patriots Day                  | Veronica / Investigadora |                |
| 2018 | Fahrenheit 451                | Toni Morrison            |                |

### Séries de televisão
| Ano       | Título                            | Personagem                    | Nota(s)                                        |
| --------- | --------------------------------- | ----------------------------- | ---------------------------------------------- |
| 1985      | FTV                               | Vários                        |                                                |
| 1987      | Rags to Riches                    | The Delights                  | Episódio: "Pilot"                              |
| 1988      | Duet                              | Nurse                         | Episódio: "Special Delivery"                   |
| 1989      | A Different World                 | Theressa Stone                | Episódio: "Citizen Wayne"                      |
| 1993      | Shameful Secrets                  | Rosalie                       | Telefilme                                      |
| 1994      | To My Daughter with Love          | Harriet                       | Telefilme                                      |
| 1995–1998 | NewsRadio                         | Catherine Duke                | Papel regular (58 episódios)                   |
| 1995–2001 | ER                                | Jackie Robbins                | Papel recorrente (29 episódios)                |
| 1996      | Terminal                          | Dr. Deborah Levy              | Telefilme                                      |
| 1998      | La Femme Nikita                   | Terry                         | Episódio: "Soul Sacrifice"                     |
| 1999      | Cosby                             | Karen                         | Episódio: "The Awful Truth"                    |
| 1999      | NYPD Blue                         | Sonya                         | Episódio: "What's Up, Chuck?"                  |
| 1999      | Partners                          | Charlie                       |                                                |
| 2000      | Rude Awakening                    | Juanita Wilson                | Episódio: "Star 80 Proof"                      |
| 2000      | The Corner                        | Denise Francine "Fran" Boyd   | Minissérie                                     |
| 2000      | Third Watch                       | Beverly Saunders              | Episódio: "History"                            |
| 2001      | Law & Order: Special Victims Unit | Sgt. Karen Smythe             | Episódio: "Paranoia"                           |
| 2002      | CSI: Crime Scene Investigation    | Dra. Alexx Woods              | Episódio: "Cross Jurisdictions"                |
| 2002–2009 | CSI: Miami                        | Dra. Alexx Woods              | Papel regular (145 episódios)                  |
| 2009      | Better Off Ted                    | Stella Clifton                | Episódio: "Battle of the Bulbs"                |
| 2010–2013 | Treme                             | LaDonna Batiste-Williams      | Papel regular (36 episódios)                   |
| 2012      | Body of Proof                     | Beverly Travers               | Episódios: "Occupational Hazards" e "Identity" |
| 2013–2018 | Scandal                           | Marie Wallace (AKA Maya Pope) | Papel recorrente (20 episódios)                |
| 2015      | Bessie                            | Viola Smith                   | Telefilme                                      |
| 2017      | Instinct                          | Monica Hernandez              | Episódio: "Pilot"                              |

## Prêmios e indicações
| Ano  | Prêmio                               | Categoria                                                                  | Trabalho                          | Resultado |
| ---- | ------------------------------------ | -------------------------------------------------------------------------- | --------------------------------- | --------- |
| 1998 | NAACP Image Award                    | Outstanding Supporting Actress in a Comedy Series                          | NewsRadio                         | Indicada  |
| 2000 | Online Film & Television Association | Best Actress in a Motion Picture or Miniseries                             | The Corner                        | Indicada  |
| 2001 | NAACP Image Award                    | Outstanding Actress in a Television Movie, Mini-Series or Dramatic Special | The Corner                        | Indicada  |
| 2001 | Black Reel Awards                    | Best Actress                                                               | The Corner                        | Venceu    |
| 2002 | NAACP Image Award                    | Outstanding Supporting Actress in a Drama Series                           | Law & Order: Special Victims Unit | Indicada  |
| 2003 | DVD Exclusive Awards                 | Best Actress                                                               | Emmett's Mark                     | Indicada  |
| 2005 | NAACP Image Award                    | Outstanding Supporting Actress in a Drama Series                           | CSI: Miami                        | Venceu    |
| 2006 | NAACP Image Award                    | Outstanding Supporting Actress in a Drama Series                           | CSI: Miami                        | Indicada  |
| 2011 | Vision Award                         | Best Performance - Drama                                                   | Treme                             | Venceu    |
| 2012 | NAACP Image Award                    | Outstanding Actress in a Drama Series                                      | Treme                             | Indicada  |
| 2013 | NAACP Image Award                    | Outstanding Actress in a Drama Series                                      | Treme                             | Indicada  |
| 2014 | NAACP Image Award                    | Outstanding Actress in a Drama Series                                      | Treme                             | Indicada  |
| 2014 | Vision Award                         | Best Performance - Drama                                                   | Treme                             | Indicada  |
| 2015 | NAACP Image Award                    | Outstanding Supporting Actress in a Drama Series                           | Scandal                           | Venceu    |
| 2015 | Critics' Choice Television Award     | Best Supporting Actress in a Movie or Miniseries                           | Bessie                            | Indicada  |
| 2015 | Primetime Emmy Award                 | Outstanding Guest Actress in a Drama Series                                | Scandal                           | Indicada  |